# 駝峰式大小寫
駝峰式大小寫（Camel-Case，Camel Case，camel case），计算机程序編寫時的一套命名規則（慣例）。
當變數名和函式名稱是由二個或多個單字連結在一起，而構成的唯一識別字時，利用「駝峰式大小寫」來表示，可以增加變數和函式的可讀性。
「駝峰式大小寫（Camel-Case）一詞來自Perl語言中普遍使用的大小寫混合格式，而Larry Wall等人所著的暢銷書《Programming Perl》（O'Reilly出版）的封面圖片正是一匹駱駝。」
「駝峰式大小寫」命名規則可視為一種慣例，並無絕對與強制，為的是增加識別和可讀性。一旦選用或設定好命名規則，在程式編寫時應保持一致格式。

## 格式
單字之間不以空格斷開（例：camel case）或連接號（-，例：camel-case）、底線（_，例：camel_case）連結，有兩種格式：
- 小駝峰式命名法（lower camel case）：

第一個單字以小寫字母開始；第二個單字的首字母大寫，例如：firstName、lastName。
- 大駝峰式命名法（upper camel case）：

每一個單字的首字母都採用大寫字母，例如：FirstName、LastName、CamelCase，也被稱為Pascal命名法（英語：Pascal Case）。

## 其他相關格式
StudlyCaps是指大小寫混用且不使用空格、連接號或底線的格式，如sTuDlyCAps。StudlyCaps可以視為「駝峰式大小寫」的變種。

## 內部連結
- 匈牙利命名法
- 蛇形命名法

## 外部連結
- Python程式碼風格指引（英文版） （页面存档备份，存于）Style Guide for Python Code #Naming Conventions
- Python程式碼風格指引（中譯版） （页面存档备份，存于）#9.命名慣例。
- ActionScript 2.0最佳做法和編寫程式慣例：命名慣例